# 贾华 (三国演义)
賈華，是《三国演义》中的虚构人物，孙权的部将。
孙权与曹操在合肥交战，他和宋謙一起持方天画戟保护孙权。曹操属下乐进直取孙权，賈華、宋謙迎战，击退乐进。宋謙追赶乐进，被李典射殺。
劉備娶孙权妹孫夫人，在甘露寺孙权之母吴国太会见劉備。孙权和呂範謀議，命賈華率领三百兵隐藏在廊下，趁吴国太不觉、暗殺劉備。吴国太很看好劉備，劉備属下趙雲发现伏兵，告诉劉備。劉備再告吴国太，吴国太大怒。孙权、呂範把責任推给賈華，吴国太命孙权斬杀賈華。最后，劉備为賈華说情，賈華被宽赦，退出甘露寺。
贾华在京剧《甘露寺》中有出场，由丑角应工，属于喜剧性人物，腰插四面靠旗，手持长枪，身上还携带有锤、刀、剑、匕首等多种兵器，一心要杀死刘备，反因刘备求情而免于一死。